# Telmatobius jelskii
Telmatobius jelskii és una espècie de granota que viu al Perú, a les regions d'Ayacucho, de Huancavelica i de Junín en zones humides de gran altitud. Malgrat que de moment hi ha una població àmplia a les regions esmentades, està catalogada com a espècie de risc, gairebé amenaçada, a causa de la contaminació de l'aigua del seu hàbitat i la seva captura per a la medicina tradicional, que fa que estiguin minvant els exemplars, ja localitzats en una àrea relativament petita. La presència de la quitridiomicosi en altres espècies del gènere pot ser una altra amenaça potencial.